# Google香港
Google香港（英文：Google Hong Kong，简称 Google HK）是谷歌在香港開設的分公司及地区網站，於2003年1月正式启用，為香港網絡用户提供本土化的搜尋服務。由2010年3月23日起，由於谷歌中國終止過濾審查的搜尋服務，Google香港亦肩負起服務中國網絡用户的角色。

## 歷史
Google香港的域名早於2001年9月已經被Google註冊預留，但直到2003年1月，Google香港才正式启用，同時提供繁體中文及英文兩種語言。
2007年1月，Google地圖開始測試香港版的街道圖，並於2008年7月正式推出，其後於2010年3月提供香港的街景服務。
2010年3月23日起，谷歌中國宣佈停止對谷歌中國搜尋服務的「過濾審查」，並將搜尋服務由中國大陸轉至香港，google.cn的搜尋請求被轉至google.com.hk，即Google香港。同日Google香港的簡體中文版啟用，外觀與谷歌中國首頁相同，頁底以簡體中文標示了「欢迎您来到谷歌搜索在中国的新家」。
2014年5月，Google香港域名google.com.hk被防火长城彻底封锁（谷歌退出中国大陆事件）

## 簡體版
簡體版與其他語言版本不同，「安全搜尋」預設為「嚴格篩選」，而且沒有關閉選項。如搜索「巨乳」等詞彙，則顯示「巨乳 已被Google过滤掉，因为启用了Google的安全搜索功能。」，而令人質疑Google是否繼續有限度的審查。但是若變更為繁體中文，則可以顯示關閉選項，可自由開關，這種情況與google.com的設定完全一樣。
这可能与谷歌涉黄事件有关。在2022年后，简体用户已可以在 www.google.com.hk 关闭安全搜索，不再强制启用安全搜索。

## 獨特服務
Google香港於2009年7月28日推出名為「廣東話搜尋建議」（Google Cantonese Suggest）的香港粵語拼音搜尋服務，只要以英文字母輸入港式粵語拼音，便可在Google搜尋到相關資訊。

## 數據中心
2011年9月28日，Google宣布在將軍澳購入2.7公頃土地，將耗費一億美元興建一座數據中心，長遠投資達三億美元。2013年，Google放棄有關工程，並先後啟用了新加坡資料中心與台灣資料中心。

## 外部連結
- Google香港（页面存档备份，存于）